# Ocyptamus stenogaster
Ocyptamus stenogaster är en tvåvingeart som först beskrevs av Samuel Wendell Williston  1888.  Ocyptamus stenogaster ingår i släktet Ocyptamus och familjen blomflugor. Inga underarter finns listade i Catalogue of Life.